# Pallone da pallavolo

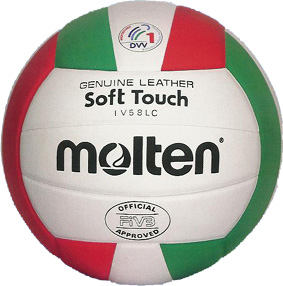
Un pallone da pallavolo prodotto dalla Molten Corporation.

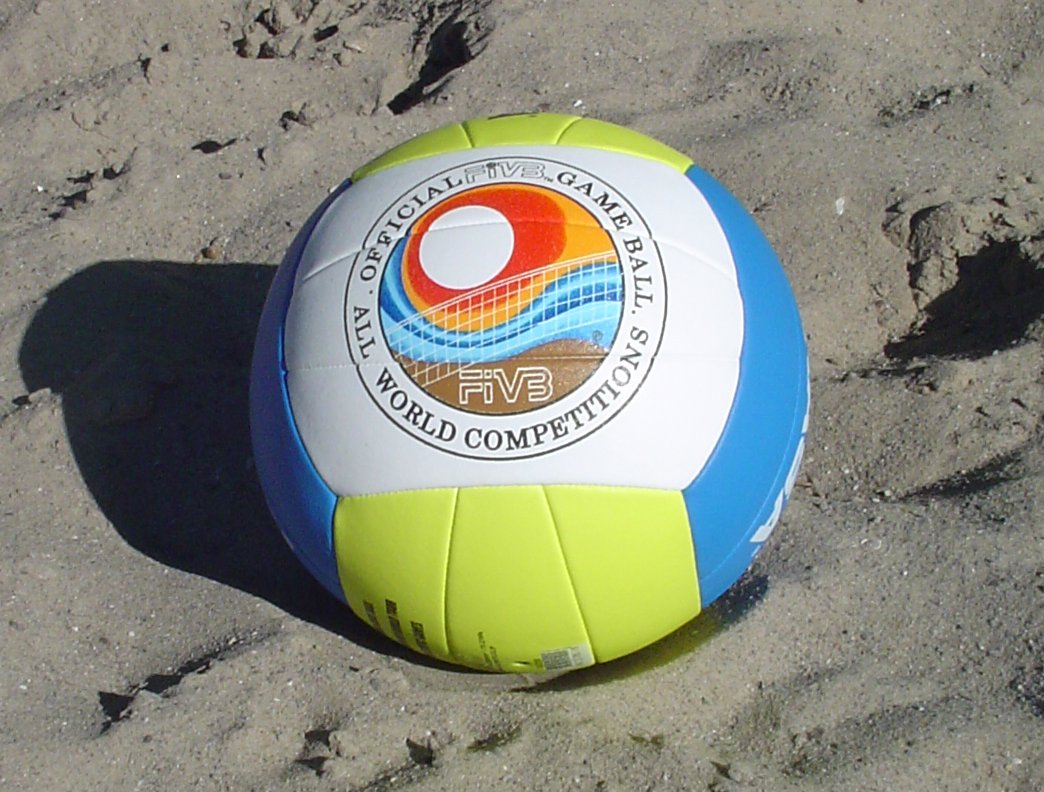
Un pallone da beach volley prodotto da Mikasa.

Un pallone da pallavolo è una palla usata per giocare a pallavolo, a beach volley o altre varianti della pallavolo. La palla è sferica ed è formata da 18 pannelli (approssimativamente rettangolari) in cuoio o in materiale sintetico, disposti in 6 sezioni da 3 pannelli ciascuna; tuttavia, a partire dai Giochi della XXIX Olimpiade del 2008, la FIVB ha adottato come pallone ufficiale per gli incontri internazionali di pallavolo una versione aggiornata, prodotta da Mikasa e composta da soli 8 pannelli.

## Caratteristiche
Esistono due tipologie principali di palloni da pallavolo: quelli propriamente usati nella pallavolo (ovvero nelle gare indoor, al coperto) e quelli da beach volley.
I palloni da pallavolo possono presentarsi con il classico colore bianco oppure (specie in quelli più moderni) con una combinazione di due o più colori facilmente distinguibili. Sono realizzati in 2 versioni, l'una standard e l'altra con dimensioni e peso ridotti per incontri giovanili.
I palloni da beach volley sono invece leggermente più grandi di quelli da pallavolo, hanno una superficie più ruvida ed una minor pressione interna. Possono essere sia bianchi che colorati.
|                 | Circonferenza (in cm) | Peso (in grammi) | Pressione interna in kgf/cm² |
| --------------- | --------------------- | ---------------- | ---------------------------- |
| Standard        | 65-67                 | 250-270          | 0,3-0,325                    |
| Giovanili       | 63-65                 | 240-260          | 0,3                          |
| Da beach volley | 66-68                 | 260-280          | 0,175-0,225                  |

Diverse aziende producono palloni da pallavolo a livello professionale, tra cui:
- Baden
- Cosco
- Indpro
- Mikasa (fornitore ufficiale FIVB)
- Molten Corporation (fornitore ufficiale USAV)
- Spalding
- Tachikara
- Wilson (fornitore ufficiale Association of Volleyball Professionals)